# Spilosoma shakojiana
Spilosoma shakojiana är en fjärilsart som beskrevs av Matsumura 1927. Spilosoma shakojiana ingår i släktet Spilosoma och familjen björnspinnare. Inga underarter finns listade i Catalogue of Life.